# Fitzroy Island (ö i Australien)
Fitzroy Island är en ö i Australien. Den ligger i delstaten Queensland, omkring 1 400 kilometer nordväst om delstatshuvudstaden Brisbane. Arean är 3,5 kvadratkilometer. Den sträcker sig 2,3 kilometer i nord-sydlig riktning, och 2,5 kilometer i öst-västlig riktning.
Savannklimat råder i trakten. Genomsnittlig årsnederbörd är 1 514 millimeter. Den regnigaste månaden är mars, med i genomsnitt 340 mm nederbörd, och den torraste är september, med 5 mm nederbörd.